# Giovanna Milella
Giovanna Milella (Milano, 29 ottobre 1949) è una giornalista e conduttrice televisiva italiana.

## Biografia
Dopo gli studi in Lettere all'Università Statale di Milano entra nella redazione milanese de l'Unità dove si occupa prevalentemente di cronaca e di cultura seguendo le tematiche sociali.
Nel 1985 entra alla Rai di Milano, come conduttrice del TGR, e inviata per TG1, TG2 e TG3.
Diventa nota al grande pubblico nel 1994 quando inizia a lavorare come autrice e conduttrice di Chi l'ha visto?, prendendo il posto di Donatella Raffai, rimanendo alla guida della celebre trasmissione di Rai 3 per quattro anni e 130 puntate; di questo programma, la Milella conduce anche lo spin-off Indagine per 16 prime serate.
Dal gennaio 1998 passa su Rai 1 in Cara Giovanna, programma quotidiano di attualità e di approfondimento sui temi sociali, di cui è tra le ideatrici.
Nel giugno 1998 viene nominata vicedirettore di Rai 1: dirige tra l'altro i progetti della rete per il Giubileo del 2000, tra cui l'apertura della Porta santa in mondovisione, per la regia di Ermanno Olmi, gli Speciali con papa Giovanni Paolo II, il Giubileo con i disabili nell'Aula Paolo VI del Vaticano; inoltre nel 2000 conduce, con Annalisa Minetti e Al Bano, il Giubileo dei disabili su Rai 3.
Nel 2001-2002 è vicedirettore del TGR e conduce il TG3 nazionale delle 12.
Dal 2002 al 2009 è vicedirettore di Rai 2. In questo periodo è autrice e conduttrice per la rete di diverse trasmissioni culturali: Palcoscenico, settimanale serale di teatro, musica e opere del Teatro alla Scala; Teatro in Italia, 14 puntate con Giorgio Albertazzi e Dario Fo; Due per Tutti, magazine bisettimanale in diretta di arte, cultura e spettacoli; inoltre è autrice e conduttrice di diverse trasmissioni e Speciali, tra cui La Scala ritrovata (in occasione della riapertura del teatro milanese, nel 2004), e Maratona Mozart (per il 250º anniversario della nascita di Mozart nel 2006).
Dal 2009 al 2013 è Segretario Generale del Prix Italia, concorso internazionale di programmi radiofonici, televisivi e web, fondato dalla Rai nel 1948.
Dal giugno 2015 è presidente della Fondazione per il Libro, la Musica e la Cultura di Torino, che organizza il Salone internazionale del libro.
Nel luglio del 2016 viene indagata dalla procura di Torino per turbativa d'asta sull'assegnazione della gestione del Salone.